# Liste der traditionellen Feste in Sambia
Dies ist die Liste der traditionellen Feste in Sambia:
| Provinz         | Häuptling                       | Distrikt       | Stamm           | Zeremonie             | Monat     |
| --------------- | ------------------------------- | -------------- | --------------- | --------------------- | --------- |
| ZENTRALPROVINZ  | Bisa/Swaka/Lala Chiefs          | Mkushi         | Bisa/Swaka/Lala | Inchibwela Mushi      | September |
| ZENTRALPROVINZ  | Snr. Chief Mukuni               | Chibombo       | Lenje           | Kulamba Kubwalo       | Oktober   |
| ZENTRALPROVINZ  | Chiefs Mumba and Kaindu         | Mumbwa         | Kaonde          | Musaka/Jikubi         | September |
| ZENTRALPROVINZ  | Chief Chibuluma                 | Mumbwa         | Kaonde/lla      | Likumbi Lyamalumbe    | Oktober   |
| COPPERBELT      | Snr Chief Mushili               | Masaiti        | Lamba           | Chabalankata          | November  |
| COPPERBELT      | Chief Machiya                   | Mpongwe        | Lamba           | Chitentamo/Nsengele   | November  |
| OSTPROVINZ      | Par. Chief Mpezeni              | Malambo        | Nguni           | N’cwala               | Februar   |
| OSTPROVINZ      | Par. Chief Gawa Undi            | Katete         | Chewa           | Kulamba               | August    |
| OSTPROVINZ      | Snr. Chief Kalindawalo          | Petauke        | Nsenga          | Tuwimba               | Oktober   |
| OSTPROVINZ      | Snr. Chief Nsefu                | Mambwe         | Kunda           | Malaila               | Oktober   |
| OSTPROVINZ      | Snr. Chief Kambombo             | Chama          | Tumbuka         | Kwenje                | Oktober   |
| LUAPULA PROVINZ | Snr. Chief Mwewa                | Samfya         | Ng’umbo         | Kwanga                | Oktober   |
| LUAPULA PROVINZ | Snr. Chief Mununga              | Chiengi        | Shila           | Mabila                | Oktober   |
| LUAPULA PROVINZ | Snr. Chief Mwata Kazembe        | Kawambwa       | Lunda           | Mutomboko             | Juli      |
| LUAPULA PROVINZ | Snr. Chief Puta                 | Chiengi        | Bwile           | Bwile                 | September |
| LUAPULA PROVINZ | Snr. Chief Mushota              | Kawambwa       | Chishinga       | Chishinga Malaila     | Oktober   |
| LUAPULA PROVINZ | Chief Matanda                   | Mansa          | Ushi            | Chibuka               | Oktober   |
| LUAPULA PROVINZ | Chief Mabumba                   | Mansa          | Ushi            | Makumba               | August    |
| LUSAKA PROVINZ  | Snr. Chief Mburuma              | Luangwa        | Nsenga-Luzi     | Mbambala              | November  |
| LUSAKA PROVINZ  | Chief Bunda Bunda               | Chinyunyu      | Soli            | Chibwela Kumushi      | November  |
| LUSAKA PROVINZ  | Chieftainess Chiawa             | Kafue          | Goba            | Kailala               | September |
| NORDPROVINZ     | Para. Chief Chitimukulu         | Mungwi         | Bemba           | Ukusefya Pa Ng’wena   | August    |
| NORDPROVINZ     | Snr. Chief Kopa                 | Mpika          | Bisa            | Chinamanongo          | September |
| NORDPROVINZ     | Snr. Chief Chunga               | Luwingu        | Bemba           | Mukulu Pembe          | August    |
| NORDPROVINZ     | Snr. Chief Muyombe              | Isoka          | Tumbuka         | Vikamkanimba          | September |
| NORDPROVINZ     | Snr. Chief Kafwimbi             | Isoka          | Namwanga        | Ng’ondo               | November  |
| NORDPROVINZ     | Chief Mwenechifungwe            | Isoka          | Mfungwe         | Chambo Chalutanga     | September |
| NORDPROVINZ     | Chieftainess Nawaitwika         | Nakonde        | Namwanga        | Mulasa                | September |
| NORDPROVINZ     | Chief Chiwanangala              | Chilubi Island | Bisa            | Chisaka Chalubombo    | September |
| NORDPROVINZ     | Chief Nabwalya                  | Mpika          | Bisa            | Bisa Malaila          | September |
| NORDPROVINZ     | Mambwe / Lungu Chiefs           | Mbala          | Mambwe / Lungu  | Mutomolo              | Juni      |
| NORDWESTPROVINZ | Snr. Chief Kanongesha           | Mwinilunga     | Lunda           | Chisemwa Cha Lunda    | August    |
| NORDWESTPROVINZ | Snr. Chief Kasempa              | Kasempa        | Kaonde          | Nsomo                 | Juni      |
| NORDWESTPROVINZ | Snr. Chief Kalilele             | Solwezi        | Kaonde          | Kupupa                | Juli      |
| NORDWESTPROVINZ | Snr. Chief Ishindi              | Zambezi        | Lunda           | Lunda Lubanza         | August    |
| NORDWESTPROVINZ | Snr. Chief Sikufele             | Kabompo        | Mbunda          | Lukwakwa              | Oktober   |
| NORDWESTPROVINZ | Snr. Chief Mushima              | Mufumbwe       | Kaonde          | Makundu               | August    |
| NORDWESTPROVINZ | Chief kalunga                   | Kabompo        | Luchazi         | Chivweka              | Juni      |
| NORDWESTPROVINZ | Chief Chiyengele                | Kabompo        | Mbunda          | Mbunda Liyoyelo       | Oktober   |
| NORDWESTPROVINZ | Chief Kapijimpanga              | Solwezi        | Kaonde          | Kunyanta Ntanda       | Juli      |
| NORDWESTPROVINZ | Chief Chizera                   | Mufumbwe       | Kaonde          | Ntongo                | September |
| NORDWESTPROVINZ | Chief Matebo                    | Solwezi        | Lamba           | Kuvuluka Kishakulu    | September |
| NORDWESTPROVINZ | Chief Makumbi                   | Solwezi        | Kaonde          | Kufukwila             | Mai       |
| NORDWESTPROVINZ | Snr Chief Ndungu                | Zambezi        | Luvale, Likumbi | Lya Mize              | August    |
| NORDWESTPROVINZ | Chief Mumena                    | Solwezi        | Kaonde          | Lubinda Ntongo        | August    |
| SÜDPROVINZ      | Chief Mukuni                    | Livingstone    | Toka Leya       | Lwiindi               | Januar    |
| SÜDPROVINZ      | Chief Monze                     | Monze          | Tonga           | Lwindi Gonde          | Juli      |
| SÜDPROVINZ      | Chief Chikanta                  | Kalomo         | Tonga           | Chungu                | Oktober   |
| SÜDPROVINZ      | Chief Musokotwane               | Kalomo         | Toka Leya       | Lukuni Luzwa buuka    | August    |
| SÜDPROVINZ      | Chief Mutondo, Chief Siachitema | Kalomo         | Tonga           | Maanzi Aabila Lwiindi | Oktober   |
| WESTPROVINZ     | Litunga Lamboela                | Senanga        | Lozi            | Kuomboka Nalolo       | Mai       |
| WESTPROVINZ     | Chieftainess Mboanjikana        | Kalabo         | Lozi            | Kuomboka Libonda      | Mai       |
| WESTPROVINZ     | Chiefs Mutondo and Kahare       | Kaoma          | Nkoya           | Kazanga               | Juli      |